# Centre historique Fiat
Pour les articles homonymes, voir Fiat (homonymie).
Le Centre historique Fiat (Centro storico Fiat en italien) est un centre d'archives / musée de 1963, du constructeur automobile Fiat, de Turin dans le Piémont en Italie,.

## Historique
Proche des Lingotto Fiat et Musée de l'Automobile de Turin, ce centre est inauguré en 1961 à l’occasion du centenaire de l'unification de l'Italie (Risorgimento), dans une extension Art nouveau de 1907, de la première usine historique Fiat Corso Dante de 1900, cofondée par Giovanni Agnelli (1866-1945) en 1899.

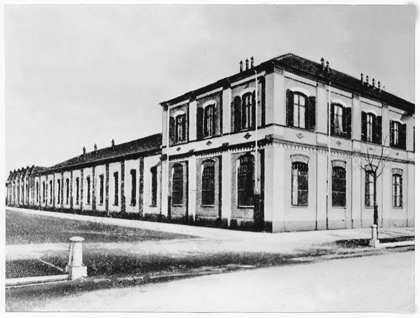
Usine Fiat Corso Dante de 1900
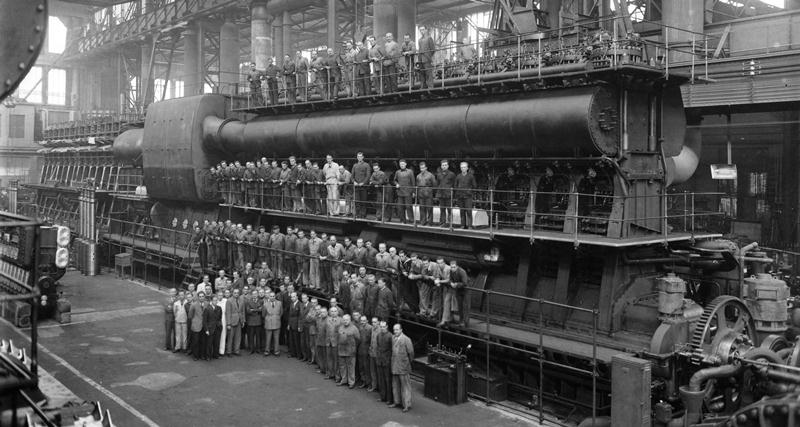
Moteur géant Fiat DL6512 de 1941
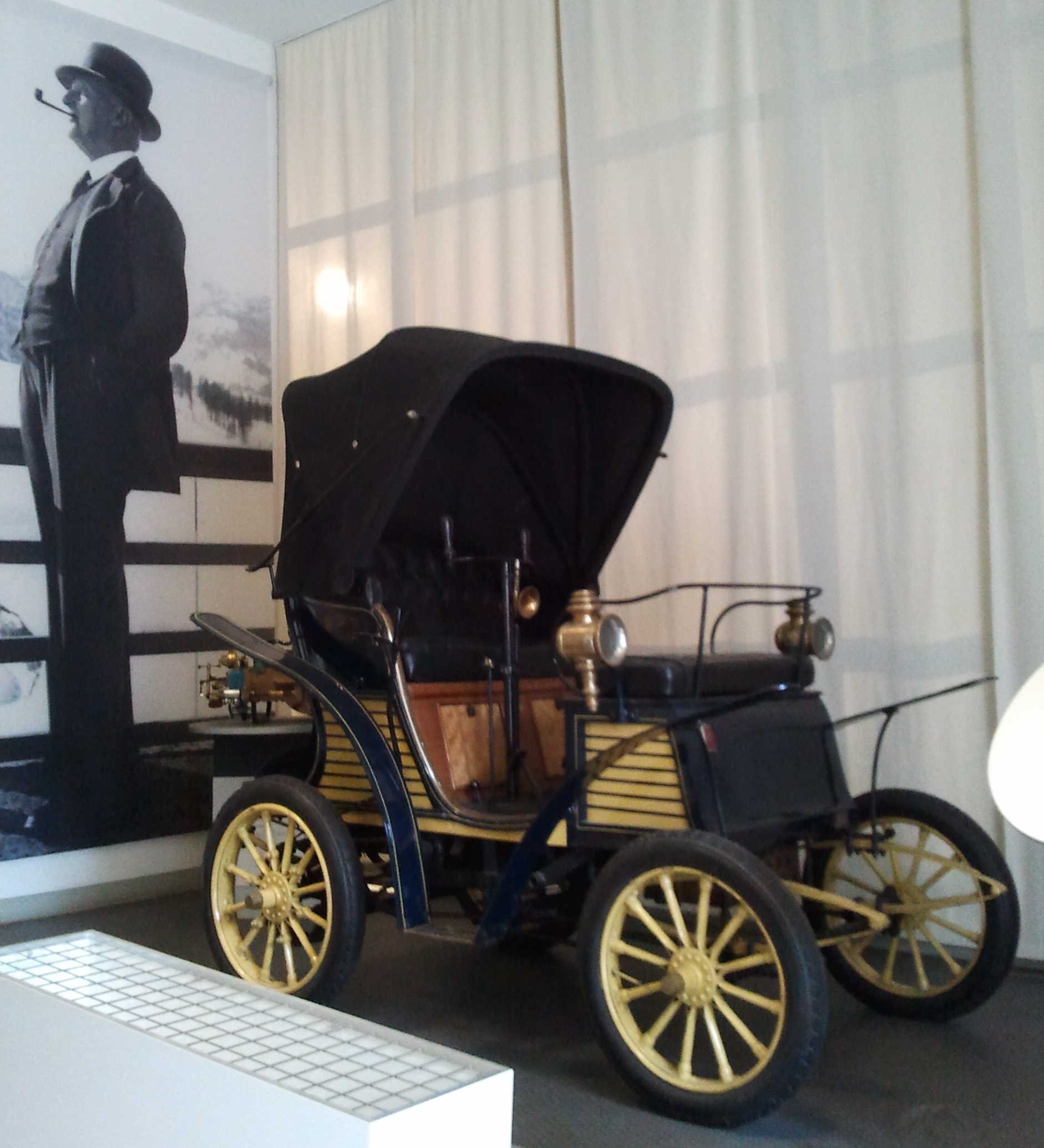
Giovanni Agnelli, et Fiat 3½ HP

Le centre archive plus de 5000 m linéaires de documents, dessins techniques, 18.000 affiches, 300.000 volumes et 5.000 magazines automobiles et l'histoire industrielle, 6 millions d'images, 200 heures d'images historiques..., de l'histoire de la marque et des marques acquises avec le temps Abarth, Autobianchi, Fiat-Allis, Fiat Avio, Lancia, Materfer, Seat, Teksid...

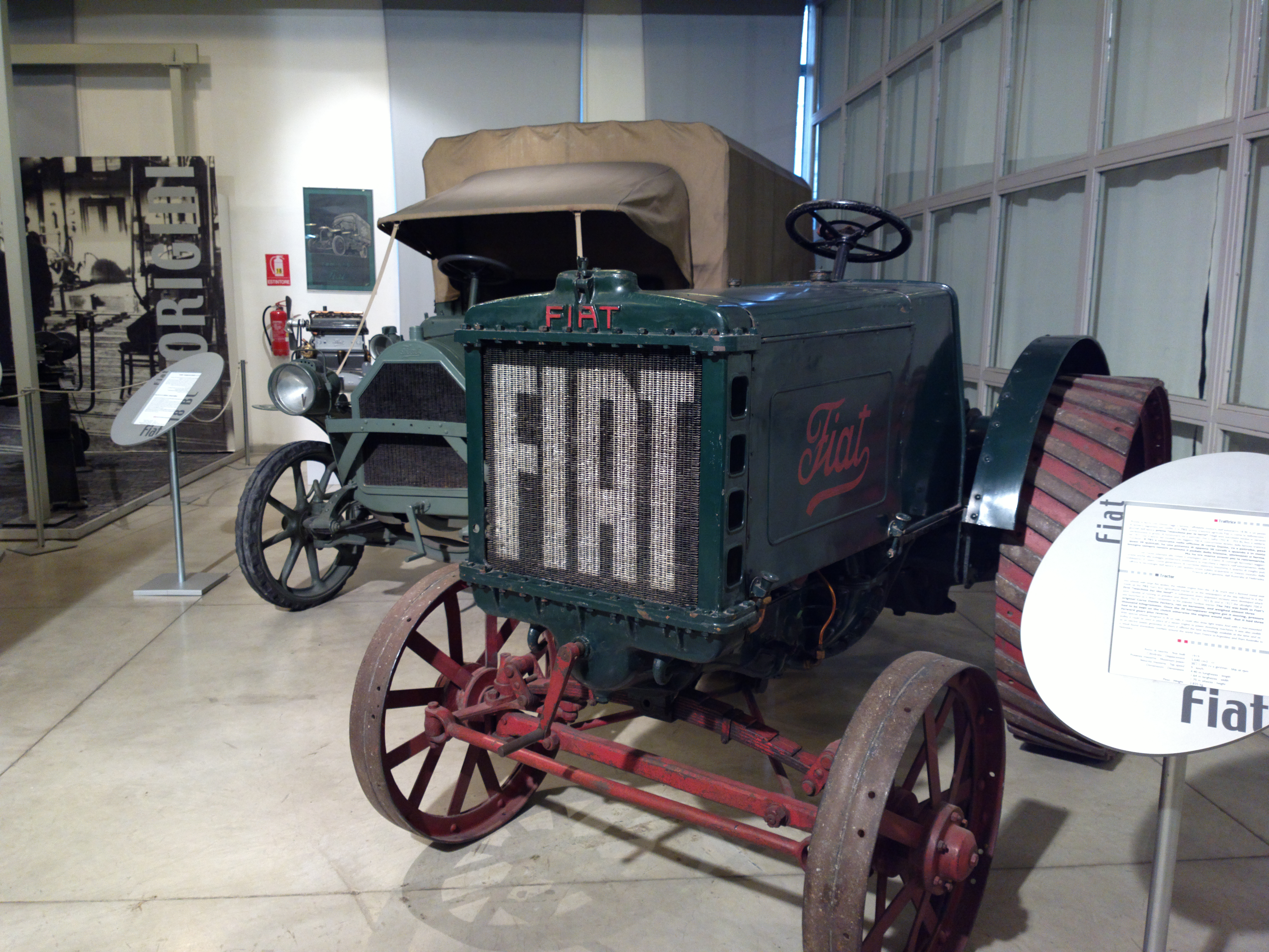
Fiat 702
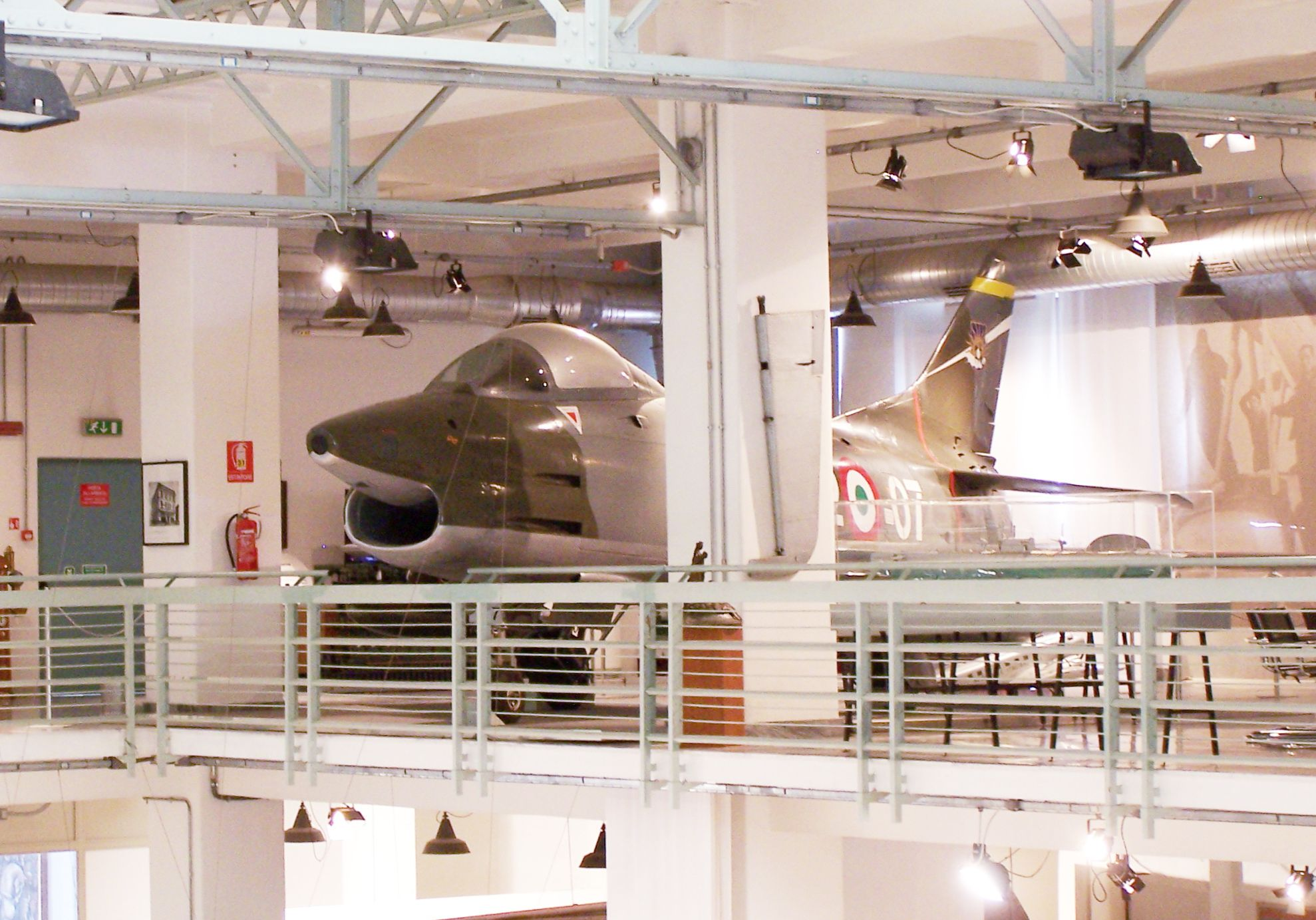
Avio Aeritalia G.91
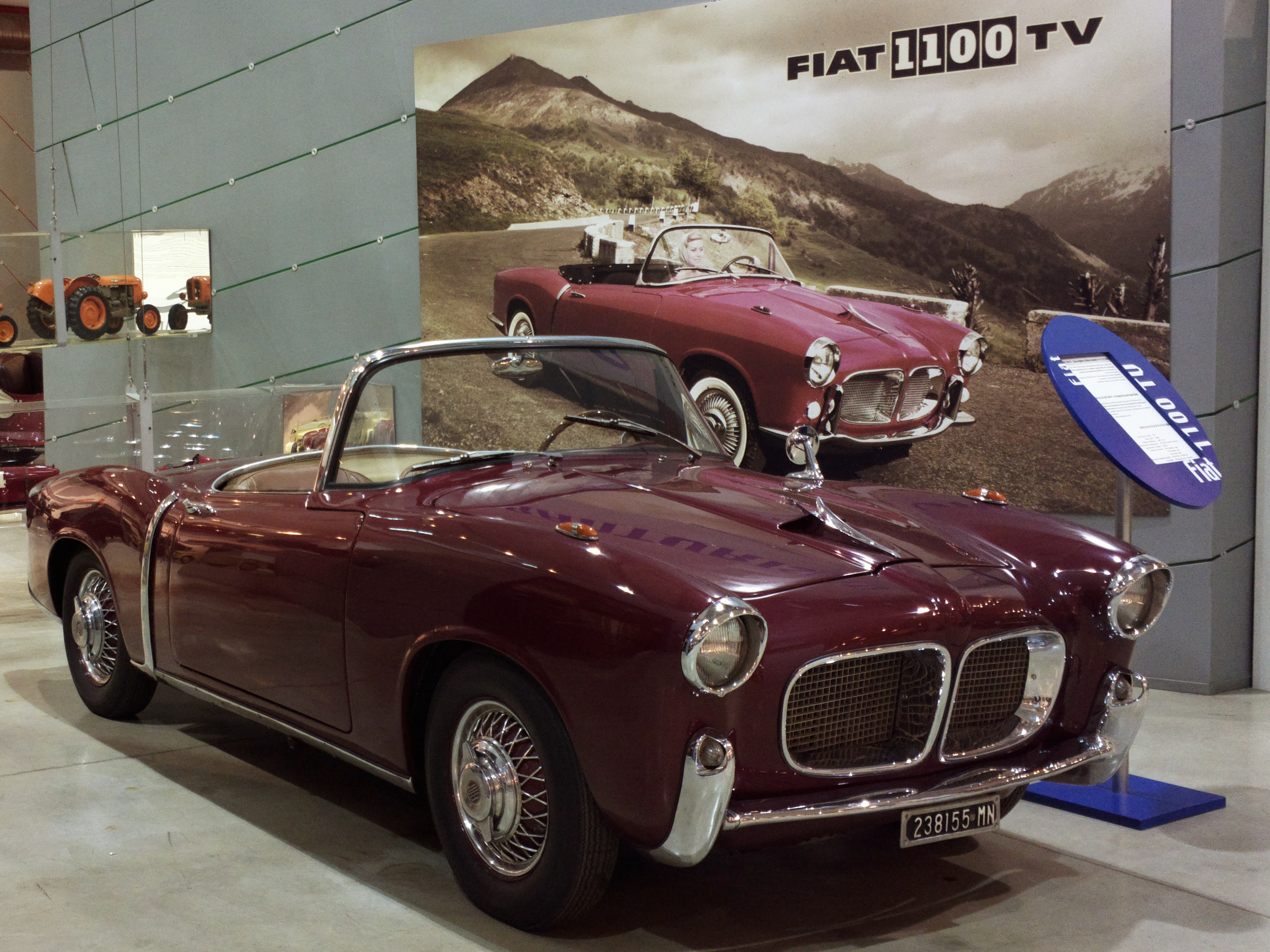
Fiat Cabriolet Pininfarina

Le centre est rénové en 1999, et agrandi en 2011, avec une surface d'exposition publique de 3000 m² répartie sur deux étages, ou sont exposés en particulier le travail des concepteurs FIAT Dante Giacosa et Giuseppe Gabrielli, ainsi que des centaines de souvenirs de la marque : prototypes, voitures, avions, trains, tracteurs, camions, moteurs, vélos, machines à laver, réfrigérateurs, maquettes, modèles réduits, reconstitution de bureau d'étude, atelier, chaîne de production, machines outil, affiches publicitaires, photographies, documents, croquis... 

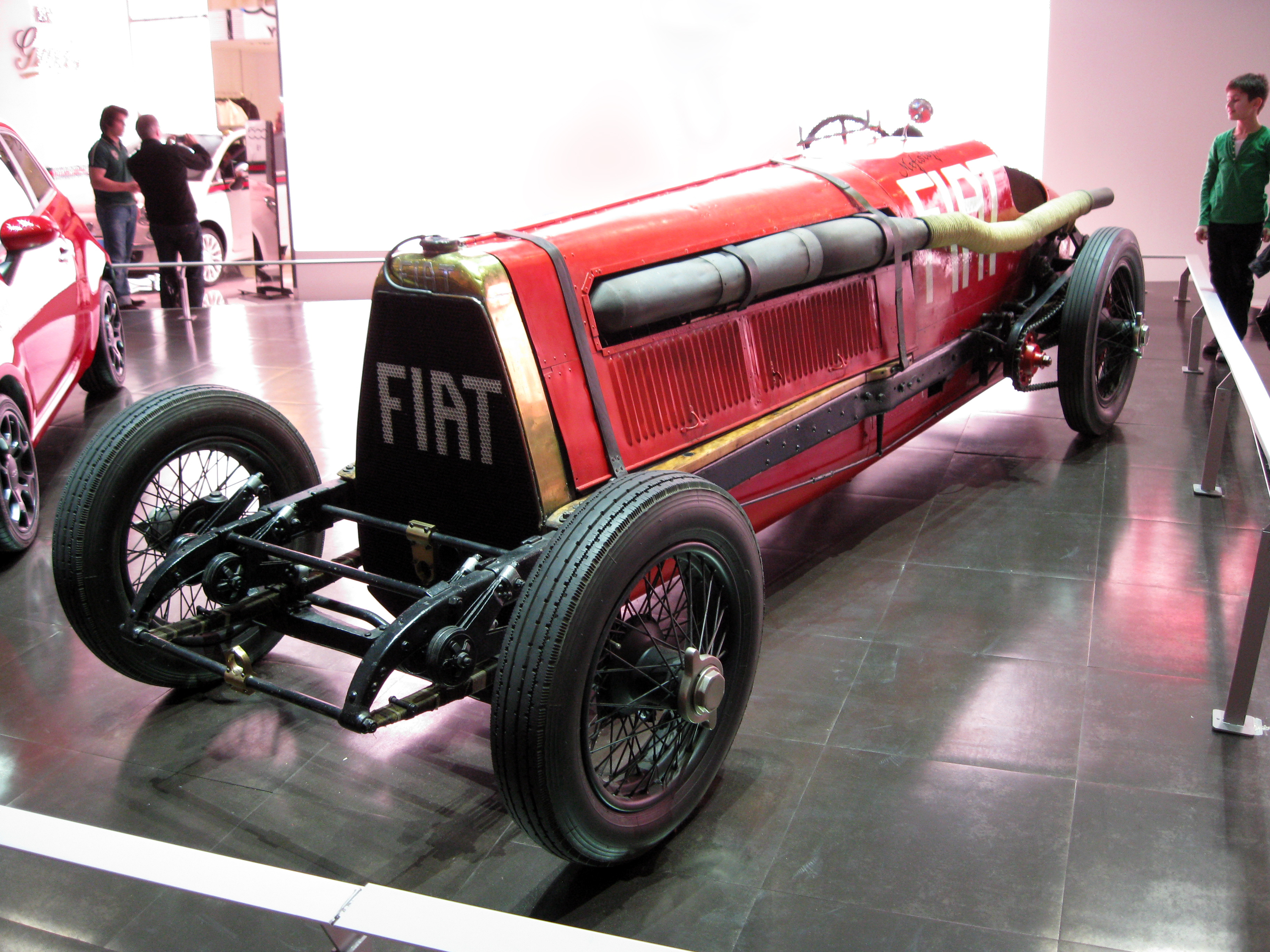
Fiat SB4 « Mefistofele »
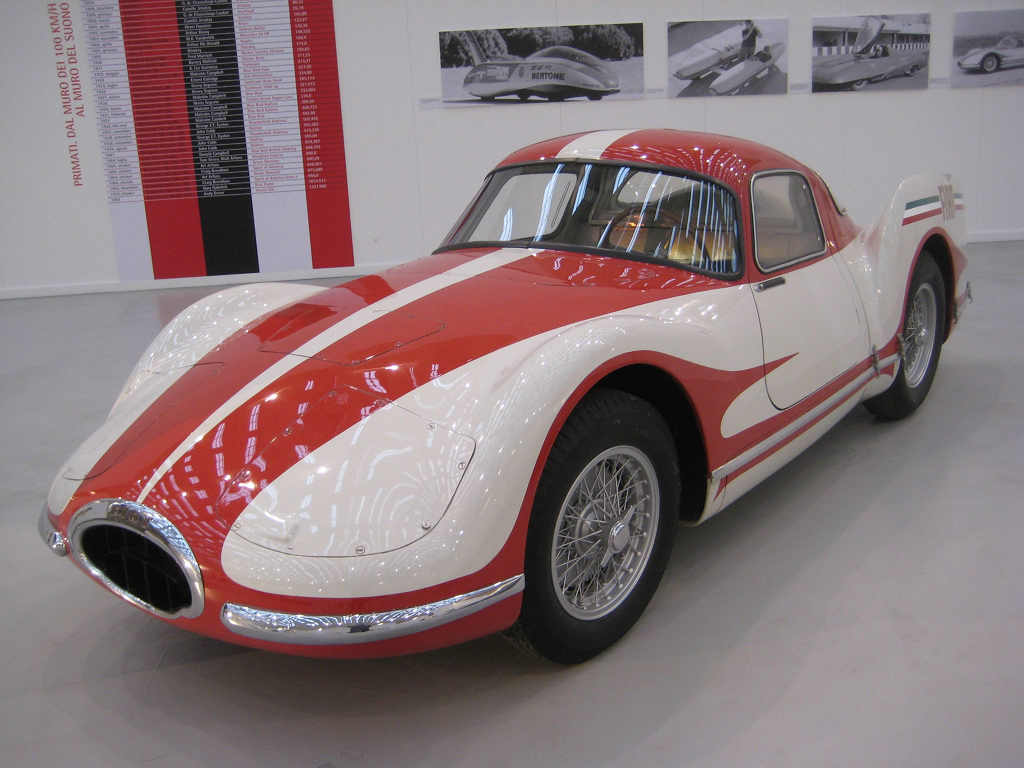
Fiat Turbina
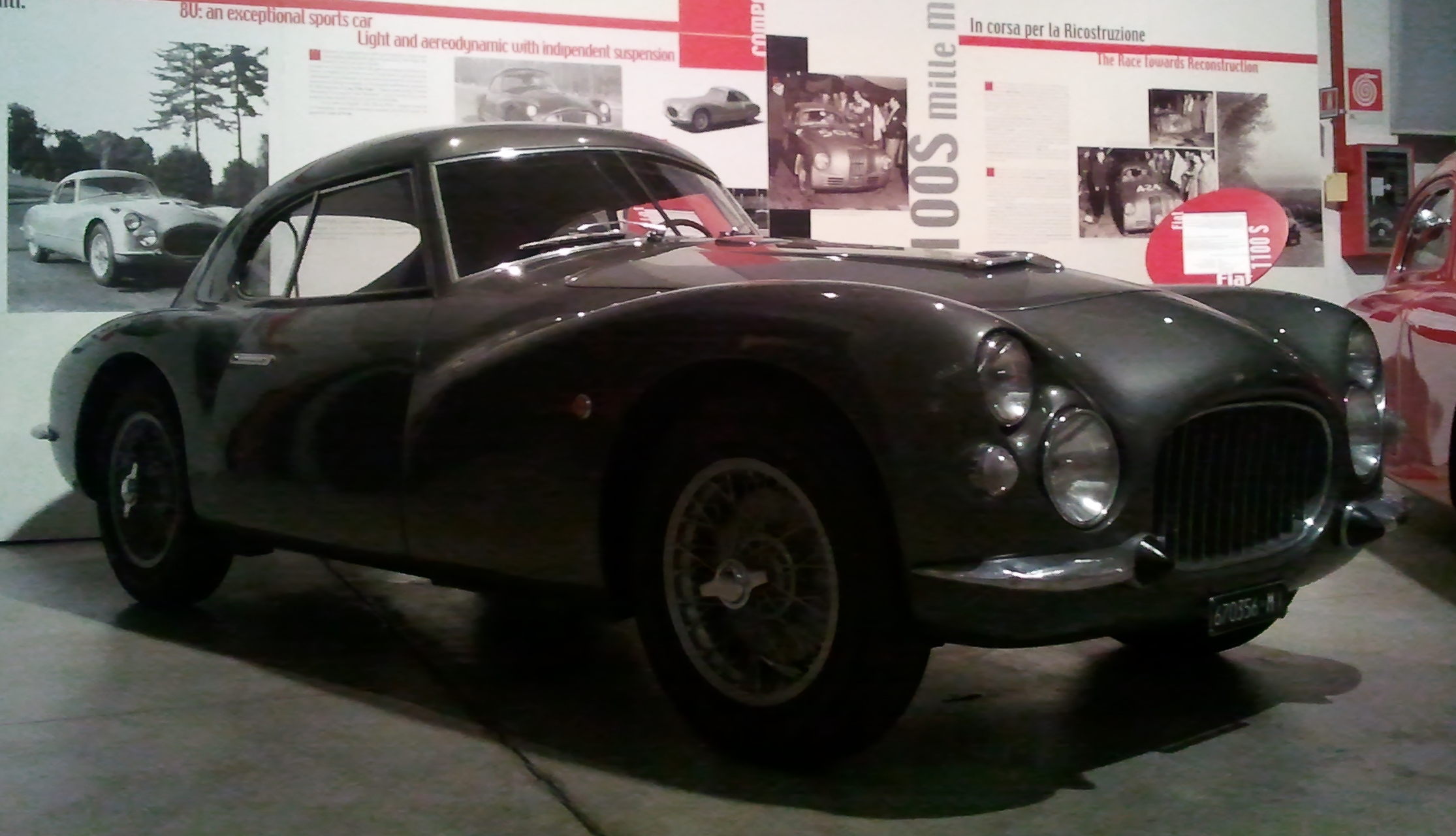
Fiat 8V